# Köcsk, Vas
Köcsk  este un sat în districtul Celldömölk, județul Vas, Ungaria, având o populație de 264 de locuitori (2011). 

## Demografie
Componența etnică a satului Köcsk
     Maghiari (96,22%)
     Germani (2,52%)
     Sloveni (1,26%)
Componența confesională a satului Köcsk
     Romano-catolici (60,61%)
     Luterani (11,74%)
     Fără religie (4,17%)
     Necunoscută (23,48%)
Conform recensământului din 2011, satul Köcsk avea 264 de locuitori. Din punct de vedere etnic, majoritatea locuitorilor (96,22%) erau maghiari, existând și minorități de germani (2,52%) și sloveni (1,26%).  Din punct de vedere confesional, majoritatea locuitorilor (60,61%) erau romano-catolici, existând și minorități de luterani (11,74%) și persoane fără religie (4,17%). Pentru 23,48% din locuitori nu este cunoscută apartenența confesională.